# Eriotheca ruizii
Eriotheca ruizii är en malvaväxtart som först beskrevs av Karl Moritz Schumann, och fick sitt nu gällande namn av André Georges Marie Walter Albert Robyns. Eriotheca ruizii ingår i släktet Eriotheca och familjen malvaväxter. Inga underarter finns listade i Catalogue of Life.